# Pierrick Cros
Pierrick Cros (Albi, 23 juni 1991) is een Frans voormalig professioneel voetballer die speelde als doelman. Tussen 2010 en 2017 was hij actief voor FC Sochaux, Mouscron-Péruwelz en Red Star Paris.

## Clubcarrière
Cros speelde in de jeugd bij Labastide de Levis en Le Sequestre la Mygale voordat hij via Toulouse Fontaines bij de jeugd van FC Sochaux terechtkwam. Na vier jaar opleiding werd hij gepromoveerd tot speler van het eerste elftal. Daar maakte hij op 30 oktober 2010 zijn debuut als professioneel voetballer. Op bezoek bij Olympique Lyon werd er met 2-1 verloren. De eerste overwinning van Cros was op 20 november van dat jaar, toen er met 2-0 overwonnen werd op bezoek bij FC Lorient. In totaal speelde Cros in het seizoen 2010/11 dertien duels. De jaargang erna kwam de doelman tot zeven optredens en het seizoen 2012/13 leverde Cros viermaal speeltijd op. Na het jaar erop nog zes wedstrijden te hebben gespeeld, stapte hij over naar Mouscron-Péruwelz. Na een jaar vertrok Cros bij de Belgische club, waarna het een halfjaar duurde alvorens hij een nieuwe club vond in Red Star Paris. Medio 2017 liet hij Red Star achter zich. Hierop besloot Cros op zesentwintigjarige leeftijd een punt te zetten achter zijn actieve loopbaan.

## Clubstatistieken
| Seizoen | Club              | Competitie      | Competitie | Competitie | Beker | Beker | Internationaal | Internationaal | Totaal | Totaal |
| Seizoen | Club              | Competitie      | Wed.       | Dlp.       | Wed.  | Dlp.  | Wed.           | Dlp.           | Wed.   | Dlp.   |
| ------- | ----------------- | --------------- | ---------- | ---------- | ----- | ----- | -------------- | -------------- | ------ | ------ |
| 2010/11 | FC Sochaux        | Ligue 1         | 13         | 0          | 3     | 0     | —              | —              | 16     | 0      |
| 2011/12 | FC Sochaux        | Ligue 1         | 7          | 0          | 2     | 0     | —              | —              | 9      | 0      |
| 2012/13 | FC Sochaux        | Ligue 1         | 4          | 0          | 1     | 0     | —              | —              | 5      | 0      |
| 2013/14 | FC Sochaux        | Ligue 1         | 6          | 0          | 3     | 0     | —              | —              | 9      | 0      |
| 2014/15 | Mouscron-Péruwelz | Eerste klasse A | 22         | 0          | 1     | 0     | —              | —              | 23     | 0      |
| 2015/16 | Red Star Paris    | Ligue 2         | 4          | 0          | 0     | 0     | —              | —              | 4      | 0      |
| 2016/17 | Red Star Paris    | Ligue 2         | 19         | 0          | 2     | 0     | —              | —              | 21     | 0      |
| Totaal  | Totaal            | Totaal          | 65         | 0          | 12    | 0     | 0              | 0              | 77     | 0      |